# Ernst Bargheer
Ernst Bargheer (* 19. Mai 1892 in Finkenwerder; † 14. Februar 1974 in Passade) war ein deutscher Volkskundler, Pädagoge und Ministerialbeamter.

## Leben
Ernst Bargheer war der Sohn von Rebekka Marie von Staden (Wischhafen) und des Hauptlehrers Adolf Otto August Bargheer (Bielefeld) sowie ältester Bruder des Malers Eduard Bargheer. Er besuchte zunächst die Volksschule in Finkenwerder und anschließend eine höhere Schule auf der gegenüberliegenden Elbseite. Nach dem Schulabschluss erlernte er den Beruf eines Volksschullehrers und übte diesen bis zur Wehrpflicht im Ersten Weltkrieg aus. Kurz nach seiner Rückkehr von der Front starben beide Eltern mit geringem Abstand, so dass Ernst Bargheer 1919 für seine sechs jüngeren Geschwister Eduard, Mathilde, Therese, Mimi, Lilly und Elisabeth die Vormundschaft übernehmen musste.
Neben der Arbeit als Volksschullehrer absolvierte er ein Studium der Geschichte, Germanistik und Volkskunde. Er wurde 1929 an der Universität Hamburg mit einer volkskundlichen Dissertation über Eingeweide im deutschen Volksglauben bei Otto Lauffer promoviert und lehrte von 1929 bis 1932 als Professor für Volkskunde an der Pädagogischen Akademie Hannover. Zum 1. Dezember 1931 trat er der NSDAP bei (Mitgliedsnummer 751.671). Ab April 1933 war er zunächst Hilfsreferent, dann Ministerialrat für die Volksschulen im Reichsministerium für Wissenschaft, Erziehung und Volksbildung. 1933/34 leitete er kurzzeitig das Zentralinstitut für Erziehung und Unterricht. Er war zuständig für Lehrerbildung und die Schulungslager zur ideologischen Mobilisierung der Lehrkräfte. Er hatte anfangs gute Beziehungen zu Adolf Reichwein, den er in eine Volksschullehrerstelle in Tiefensee brachte. Doch 1934 verlor er wieder die Leitung des Zentralinstituts an Ludwig Pallat. 1935 musste er seinen Posten räumen, blieb aber ein hoher Funktionär im NSLB, der Einfluss auf die künftige Lehrerbildung nahm. Dort warb er für die Hochschulausbildung der Volksschullehrer, die ab 1940 jedoch wegen der Entscheidung für Lehrerbildungsanstalten obsolet war.
Ab 1. April 1936 war Bargheer Bibliotheksrat in Halle an der Saale, ab 1. Februar 1939 in gleicher Funktion an der Universitätsbibliothek Kiel. Im Zweiten Weltkrieg diente er in Kiel als Wehrmachtfürsorgeoffizier. Er ging 1950 in den Ruhestand und gründete vier Jahre später eine höhere Privatschule in Passade, die er auch leitete.

## Schriften (Auswahl)
- Eingeweide. Lebens- und Seelenkräfte des Leibesinneren im deutschen Glauben und Brauch. Berlin/Leipzig 1931.
- Lehrerfortbildung. In: Der Neue Volkserzieher. Band 1, 1934/35, S. 99–103.
- Volkskundliches Schulungslager in Bischofswerder. In: Die Volksschule. Band 30, 1934/35, S. 337–340.
- Politische Volkskunde, eine Hilfswissenschaft für die Erziehungsaufgaben des deutschen Sozialismus. 1935.
- Deutsche Lehrerbildung als Ausgangspunkt der Schulreform. Zickfeldt, Osterwieck 1936.